# Pallacanestro Varese 1954-1955
Nel Campionato 1954-55 la squadra trova il primo sponsor importante, la ditta di abbigliamento milanese "Storm", che legherà il suo nome a quello della compagine varesina fino al 1956. L'assetto societario cambia, con il subentro del nuovo presidente Rino Sassi al dimissionario Maurizio Belloni, le dimissioni di Vittorio Tracuzzi con l'arrivo del nuovo allenatore Valerio Giobbi. La prima scelta era caduta su Amerigo Penzo, le cui richieste economiche vennero giudicate eccessive dal Consiglio della società. I cambiamenti nella formazione sono legati principalmente alla partenza di Mario Alesini per la Virtus Bologna e l'arrivo di Tonino Zorzi da Gorizia, guardia che nel 2000 verrà giudicato miglior giocatore della Pallacanestro Varese di sempre.
La squadra si classifica sesta, segnando 1271 punti e subendone 1378. Miglior realizzatore Tonino Zorzi con 527 punti.

## Rosa 1954/55

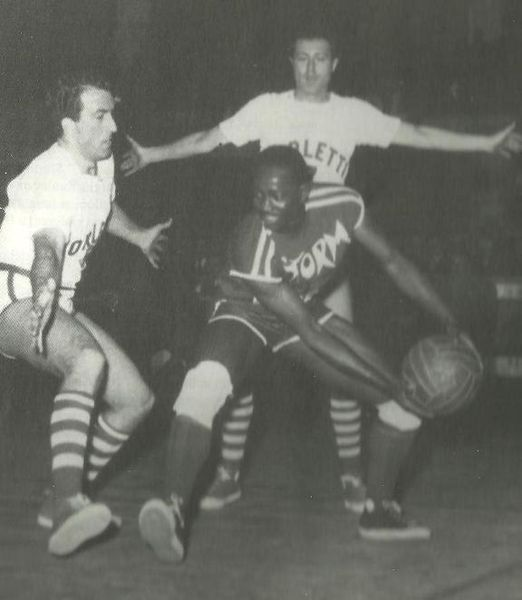
Milano, 9 gennaio 1955, Borletti Milano batte Storm Varese 59-56. Una fase di gioco con Yogi Bough contrastato da Cesare Rubini, a sinistra, e Sergio Stefanini, dietro

- Giuseppe Bernasconi
- Gabriele Besozzi
- Paolo Checchi
- Tony Flokas
- Giancarlo Gualco
- Paolo Magistrini
- Sergio Marelli
- Tonino Zorzi
- Yogi Bough
  - Allenatore
- Valerio Giobbi

## Statistiche
| COMPETIZIONE        | GIOCATE | VINTE | PERSE | PAREGGIATE | F    | S    | PIAZZAMENTO |  |
| CAMPIONATO          | 22      | 10    | 11    | 1          | 1271 | 1378 | 6           |  |
| TORNEI E AMICHEVOLI | 20      | 15    | 5     | 0          | 1202 | 988  | -           |  |

## Fonti
- "Pallacanestro Varese 50 anni con voi" di Augusto Ossola
- "La Pallacanestro Varese" di Renato Tadini